# Levasseur PL 101
Die Levasseur PL 101 ist ein französisches trägergestütztes Mehrzweckflugzeug aus den 1930er Jahren, das noch in der Anfangsphase des Zweiten Weltkriegs eingesetzt wurde.

## Entwicklung
Die PL 101 entstand ab 1930 als Weiterentwicklung der PL 10 von 1929 und unterschied sich von dieser durch ein Hauptfahrwerk größerer Spurbreite und einer leicht positiven Pfeilstellung der Tragflächen. Die bootsförmige Rumpfunterseite und die beiden seitlichen Schwimmer, die die Schwimmfähigkeit bei einer Notwasserung unterstützen sollten, waren beibehalten worden. Das Fahrwerk wurde für einen solchen Fall abwerfbar gestaltet. Der Erstflug des Prototyps PL 101-01 fand im März 1933 statt. Die Erprobung ergab eine höhere Höchstgeschwindigkeit gegenüber der PL 10, obwohl die Konstruktion 270 kg schwerer ausgefallen war. Nach deren Beendigung wurde eine Serie von 30 Stück aufgelegt, die noch im gleichen sowie darauffolgenden Jahr zur Auslieferung kam. Die PL 101 wurden den beiden Staffeln 7 S-1 und 7 B-1 des Flugzeugträgers Béarn, wo sie die PL 10 ersetzten, zugeteilt und zur Aufklärung und als Bomber geflogen. Zu Beginn des Krieges war das Muster völlig veraltet und bereits teilweise durch andere Typen abgelöst worden. Lediglich fünf Exemplare flogen noch zur Küstensicherung und, dank der gutmütigen, wenn auch schwerfälligen Flugeigenschaften, auch für die Pilotenausbildung.
Auf Basis der PL 101 wurden noch einige Projekte entwickelt, von denen aber lediglich die PL 107 und die PL 108 mit veränderten Rümpfen und verglasten Besatzungskabinen das Prototypenstadium erreichten.

## Aufbau
Die PL 101 ist ein einstieliger, verstrebter Doppeldecker in Gemischtbauweise. Der im Querschnitt rechteckige Rumpf besteht aus Holzfachwerk mit Sperrholzbeplankung und verstärktem Boden in einstufiger Bootsform. Unter dem Triebwerk befindet sich zur Erhöhung der Schwimmfähigkeit eine aufprallsichere Luftkammer. Die dreiköpfige Besatzung ist in drei Einzelkabinen untergebracht; davon der Flugzeugführer ganz vorn zwischen dem Motor und der Flügelvorderkante. Die nach hinten klappbaren Tragflächen bestehen aus Holz mit Stoffbespannung, wobei Ober- und Unterflügel die gleiche Spannweite aufweisen. Nur der obere, dreiteilige Flügel ist mit Querrudern ausgerüstet. Der untere besteht aus zwei Teilen an kurzen Flügelstummeln. Die beiden an der Unterseite des Unterflügels befestigten Stützschwimmer dienen gleichzeitig als zusätzliche Kraftstoffbehälter. Das Leitwerk ist in Normalbauweise ausgeführt, die Höhenflosse ist an Ober- und Unterseite mit je zwei I-Streben am Rumpf abgestützt, die Seitenflosse läuft nach vorn falschkielartig aus. Das achsenlose Hauptfahrwerk großer Spurbreite ist starr und kann im Notfall bei einer Wasserlandung abgeworfen werden, um ein Überschlagen zu verhindern. Für diesen Zweck ist auch die Luftschraube in horizontaler Stellung arretierbar. Am Heck befindet sich ein Schleifsporn.

## Technische Daten
| Kenngröße             | Daten                                                                                    |
| --------------------- | ---------------------------------------------------------------------------------------- |
| Besatzung             | 3                                                                                        |
| Spannweite            | 14,20 m (geklappt 4,50 m)                                                                |
| Länge                 | 9,75 m                                                                                   |
| Höhe                  | 3,80 m                                                                                   |
| Flügelfläche          | 56,85 m²                                                                                 |
| Leermasse             | 1950 kg                                                                                  |
| Startmasse            | normal 2980 kg maximal 3180 kg                                                           |
| Antrieb               | ein wassergekühlter Zwölfzylinder-V-Motor mit Zweiblatt-Holzluftschraube                 |
| Typ                   | Hispano-Suiza 12 Lb mit 650 PS (ca. 480 kW) Startleistung                                |
| Kraftstoffvolumen     | 450–650 l                                                                                |
| Höchstgeschwindigkeit | 220 km/h in 1500 m Höhe                                                                  |
| Marschgeschwindigkeit | 160 km/h                                                                                 |
| Steiggeschwindigkeit  | 150 m/min                                                                                |
| Gipfelhöhe            | praktisch 4530 m                                                                         |
| Reichweite            | normal 900 km maximal 1180 km                                                            |
| Aktionsradius         | 480 km                                                                                   |
| Flugdauer             | 5–6,6 h                                                                                  |
| Bewaffnung            | ein starres 7,5-mm-MG zwei bewegliche 7,5-mm-MG 200 kg Bomben bei verminderter Rüstmasse |